# Voronezh Mighty Ducks 2019
Questa voce raccoglie le informazioni riguardanti i Voronezh Mighty Ducks nelle competizioni ufficiali della stagione 2019.

## Black Bowl 2019

### Stagione regolare
| Ramon' 11 maggio 2019 | Voronezh Mighty Ducks | 0 – 54 (0-7 0-21 0-6 0-20) referto | Krasnodar Bisons | Stadion Junost' |

| Mosca 25 maggio 2019 | Moscow Black Storm | 29 – 28 (26-0 0-13 0-7 3-8) referto | Voronezh Mighty Ducks | Stadion Čajka |

| Ramon' 8 giugno 2019 | Voronezh Mighty Ducks | 40 – 6 referto | Lipetsk 48ers | Stadion Junost' |

| Brjansk 3 agosto 2019 | Tula Tarantula /Bryansk Robbers | 14 – 8 (8-0 6-8 0-0 0-0) referto | Voronezh Mighty Ducks |  |

| Ramon' 17 agosto 2019 | Voronezh Mighty Ducks | 0 – 18 (0-6 0-0 0-6 0-6) referto | Tula Tarantula/ Bryansk Robbers | Stadion Junost' |

| Lipeck 31 agosto 2019 | Lipetsk 48ers | 0 – 21 (a tavolino) referto | Voronezh Mighty Ducks |  |

## Statistiche di squadra
| Competizione      | %Vittorie | In casa | In casa | In casa | In casa | In casa | In casa | In trasferta | In trasferta | In trasferta | In trasferta | In trasferta | In trasferta | Totale | Totale | Totale | Totale | Totale | Totale |
| Competizione      | %Vittorie | G       | V       | N       | P       | Pf      | Ps      | G            | V            | N            | P            | Pf           | Ps           | G      | V      | N      | P      | Pf     | Ps     |
| ----------------- | --------- | ------- | ------- | ------- | ------- | ------- | ------- | ------------ | ------------ | ------------ | ------------ | ------------ | ------------ | ------ | ------ | ------ | ------ | ------ | ------ |
| Stagione regolare | .333      | 3       | 1       | 0       | 2       | 40      | 78      | 3            | 1            | 0            | 2            | 57           | 43           | 6      | 2      | 0      | 4      | 97     | 121    |
| Totale            | .333      | 3       | 1       | 0       | 2       | 40      | 78      | 3            | 1            | 0            | 2            | 57           | 43           | 6      | 2      | 0      | 4      | 97     | 121    |